# الشملي
الشملي مدينة سعودية تابعة لمنطقة حائل وهي العاصمة الإدارية لمحافظة الشملي، وتبعد عن حائل 180 كم باتجاه الجنوب الغربي. وتبعد عن العلا حوالي 270 كم كما تبعد عن تبوك 450 كم.

## تاريخياً
الشملي مدينة من مدن المنطقة المتوسطة أقيمت على منهل ماء كان اسمه قديماً «جنفاء». وهو منهل مشهور له ذكر في كتب العرب ووقع عنده بعض الحوادث وكانت لقبيلة بنو فزارة الغطفانية العدنانية في الجاهلية والعصور الإسلامية المبكرة قبل أن تحل محلها قبيلة عنزة القبيلة العدنانية المعروفة وعلى هذا المنهل كان قرية لبني فزرة من أمنع قراهم بنفس الاسم جاء ذكرها في حديث ذكره الحموي. فبعد فتح خيبر جاء أقوام من بني فزرة للنبي محمد فهددوه بالحرب فقال رداً على تهديدهم (إذن موعدكم جنفاء).أي سنغزوكم في أمنع دياركم. وتذكر كتب السير والتراجم أن الصحابي أبو الشموس البلوي سكنها ومات بها. ومن الأحداث التي شهدتها جنفاء أنه في عهد الخليفة العباسي الواثق بالله (سنة 231هـ)، تمردت بعض القبائل على سلطته فأرسل لهم جيشاً من بغداد بقيادة بغا التركي فحاربهم واتخذ من جنفاء مقراً له وعسكر فيها فترة من الزمن حتى استقرت الأوضاع، وقد جاء ذكر جنفاء في كتب وأشعار العرب ومن ذلك قول أحد بنى فزرة «رحلت إليك من جنفاء حتى**أنخت حيال بيتك بالمطالي». أسسها الأمير عبد المحسن بن شامان، وفي عام 1343هـ وبعد أن وحد عبد العزيز آل سعود السعودية كان لقبيلة عنزة الحضور السياسي في تلك الحقبة فلما استقر الوضع في نواحي شبه الجزيرة العربية واستتب الأمن، وطن عبد العزيز القبائل العربية وكان للقبائل المشاركة مشاركة فعلية في توحيد الوطن النصيب الأكبر من الهجر.

## المناخ
تمتع الشملي بمناخ متوسطي نصف جاف حيث أن شتائه معتدل البرودة ورطب بينما يكون الصيف أقرب لأن يكون حاراً وجافاً. وتكون الشمس مشرقة بمعدل 270 يوماً في السنة تقريباً ويقارب ذلك نفس المعدل في بقية مدن تقوم الرياح القادمة من النفود بتلطيف الأجواء صيفاً وشتائاً. وقد سجلت أكبر درجة حرارة في المدينة في سبتمبر 2006 حين وصلت إلى 48 درجة بينما سجل أكبر انخفاض لدرجة الحرارة في يناير 2010 حين انخفضت إلى 4 درجة مئوية تحت الصفر. ويقدر متوسط درجة الحرارة ب 19.5 درجة مئوية. وترتفع درجات الحرارة خلال شهري أغسطس وسبتمبر وذلك بسبب هبوب الرياح الموسمية مما يسبب ارتفاعاً حرارياً يتجاوز احياناً ال40 درجة مئوية. وتتساقط الأمطار عموماً خلال فصلي الشتاء والربيع، وينفرد شهري يناير وفبراير بكونهما الشهران الأكثر سقوطا للامطار من بين أشهر السنة .

## الموقع الجغرافي
تقع الشملي غرب بميل نحو الجنوب عن حائل وتبعد عنها بمسافة 180 كم، كما تقع إلى الشمال من المدينة المنورة وخيبر ، وشرق محافظة العلا، ويمر قريباً منها طريق العلا.
وتبعد عن بعض المدن الرئيسية كالتالي:
| من              | كيلو متر |
| --------------- | -------- |
| مدينة حائل      | 180      |
| العلا           | 270      |
| المدينة المنورة | 340      |
| تبوك            | 450      |

- هناك طريقان يؤديان لمدينة الشملي يتفرعان من طريق العلا السريع، الطريق الأول بالقرب من محطة ساسكو، والطريق الثاني بالقرب من إمداد الشمال، وكلا الطريقان يبعدان 16 كيلو تقريباً.

## وصلات خارجية
- تقرير صحفي عن مدينة الشملي في صحيفة الجزيرة